# Nuoto di fondo ai campionati europei di nuoto 2018 - 25 km maschili
La gara dei 25 km in acque libere maschile si è svolta la mattina del 12 agosto 2018 e vi hanno partecipato 21 atleti.

## Medaglie
| Posizione | Atleta            | Paese    |
| --------- | ----------------- | -------- |
| Oro       | Kristóf Rasovszky | Ungheria |
| Argento   | Kirill Belyaev    | Russia   |
| Bronzo    | Matteo Furlan     | Italia   |

## Risultati
| Pos. | Atleta               | Nazionalità | Tempo     |
| ---- | -------------------- | ----------- | --------- |
|      | Kristóf Rasovszky    | Ungheria    | 4h57'53"5 |
|      | Kirill Belyaev       | Russia      | 4h57'54"6 |
|      | Matteo Furlan        | Italia      | 4h57'55"8 |
| 4    | Axel Reymond         | Francia     | 4h58'03"4 |
| 5    | Simone Ruffini       | Italia      | 4h58'04"3 |
| 6    | Evgenij Dratcev      | Russia      | 4h59'42"1 |
| 7    | Anton Evsikov        | Russia      | 5h00'13"3 |
| 8    | Pepijn Smits         | Paesi Bassi | 5h00'15"5 |
| 9    | Andreas Waschburger  | Germania    | 5h00'30"1 |
| 10   | Alexander Studzinski | Germania    | 5h01'09"4 |
| 11   | Alberto Martínez     | Spagna      | 5h01'24"3 |
| 12   | Yuval Safra          | Israele     | 5h02'11"5 |
| 13   | Matěj Kozubek        | Rep. Ceca   | 5h03'34"5 |
| 14   | Dániel Székelyi      | Ungheria    | 5h03'34"6 |
| 15   | David Aubry          | Francia     | 5h06'03"1 |
| 16   | Alessio Occhipinti   | Italia      | 5h06'04"2 |
| 17   | Pol Gil              | Spagna      | 5h06'14"8 |
| —    | Shai Toledano        | Israele     | DNF       |
| —    | Florian Wellbröck    | Germania    | DNF       |
| —    | Shahar Resman        | Israele     | DNS       |
| —    | Ferry Weertman       | Paesi Bassi | DNS       |